# Káli László (költő)
Káli László (Jászkisér, 1961. január 22. –) magyar költő.

## Életútja
Jászkiséren született 1961. január 22-én.  
Eredeti szakmáját tekintve esztergályos, de szülőfalujában volt présmester, majd taxisofőr Budapesten, bányász, magtáros, raktáros, anyagmozgató és műszakvezető, logisztikai diszpécser Komlón.
Első verseit 14 évesen írta, egy fogalmazási házi feladat helyett, és azóta kisebb nagyobb megszakításokkal, folyamatosan alkot.
1977-ben részt vett a meghívásos Diákköltők, Diákírók Országos Találkozóján. Verseit 2004 óta publikálja az interneten, nyomtatásban főként antológiákban publikál. Első önálló kötete nyomtatásban 2008 decemberében jelent meg Résnyi boldogság címen.

## Művei

### Interneten
- Művei 2008-ig
- Legfrissebb alkotásai
- Hangosított művek saját előadásában
- Videovers: Káli László: Álomsziget
- Videovers: Káli László: Ellopnám
- FullExtra: Hangoskönyv 1. (Versek) (2008)

### Nyomtatásban
- 2006 Fullextra Antológia ISBN 978-963-200-100-5
- 2007 FullTükör ISBN 978-963-06-3992-7
- 2008 FullTükör 2 ISBN 978-963-06-6372-4
- 2008 december, önálló kötete: Résnyi boldogság ISBN 978-963-06-6373-1
- 2008 Netlíra ISBN 978-963-06-6028-0
- 2009 Fulltükör 3 ISSN 2060-6435
- 2010 Fulltükör 4 ISSN 2060-6435
- 2011 Fulltükör 5 ISSN 2060-6435
- 2012 Fulltükör 6 ISSN 2060-6435